# Liste des patriarches latins d'Alexandrie
La fonction et le titre de Patriarche latin d'Alexandrie ont été créés par l'Église catholique au moment des croisades. Ils ont été supprimés en 1964.

## Patriarches latins d'Alexandrie
- Athanase de Clermont (c. 1219-?)

- Giles de Ferrare OP (c. 1310-1323), également patriarche de Grado (1295-1310)
- Otho de Sala (it) OP (1323-1325)
- Jean d'Aragon (1328-1334)
- Guillaume V de Chanac (1342-1348)
- Humbert II du Viennois (1351-1355)
- Arnaud Bernard du Pouget cardinal (1361-1368)
- Jean de Cardaillac évêque de Rodez puis archevêque d'Auch (1371-1390) obédience avignonaise
- Pierre Amely de Brunac (1386-1400) obédience romaine
- Simon de Cramaud, cardinal et archevêque de Reims (1391-1422), obédience avignonaise
- Pietro Amelio (1400-1401?), également patriarche de Grado (1389-1400)
- Leonardo Dolfin (1401-1402) obédience romaine
- Ugo Roberti (1402-1409) obédience romaine, également patriarche latin de Jérusalem (1396-1409)
- Pierre Amaury de Lordat 1409
- Lancelot de Navarre (1418 - 1420), également vicaire général et administrateur du diocèse de Pampelune (1408-1420),
- Giovanni Contareno (1422 - 1424), également patriarche latin de Constantinople (1424-1438)
- Pietro (1424 - 1428)
- Vitalis de Mauléon (1428-1435)
- Giovanni Vitelleschi, cardinal (1435-1440)
- Marco Condulmer légat près des Turcs (1444-1451?), également patriarche de Grado (1438-1444)
- Jean d'Harcourt, archevêque de Narbonne (1451-1453)
- Arnaud Roger de Pallars, évêque d'Urgell (1453 - 1461)
- Pierre d'Urrea, archevêque de Tarragone (1462 - ?)
- Pedro Gonzalez de Mendoza, cardinal (1482 - 1495)
- Bernardino Carafa (it) (1498-1501)
- Diego Hurtado de Mendoza, cardinal (1500-1502)
- Alfonso de Fonseca, archevêque de Saint-Jacques de Compostelle (1502-1506)
- Cesare Riario (1506 - 1540)
- Guido Ascanio Sforza di Santa Fiora cardinal (1541)
- Ottaviano Maria Sforza (it) (1541-1550)
- Julius Gonzaga (1550)
- Cristoforo Guidalotti Ciocchi dal Monte cardinal (1550-1551)
- Jacques Cortès (1552-1568)
- Alessandro Riario cardinal (1570-1585)
- Henri Caietan cardinal (1585)
- Giovanni Battista Albano (1586-1588)
- Camillo Gaetanus (1588-1599)
- Séraphin Olivier-Razali cardinal (1602-1604)
- Alexandre de Sangro, archevêque de Bénévent (1604-1633)
- Honoratus Caetani (1633-1647)
- Federico Borromeo cardinal (1654-1671)
- Alessandro Crescenzi cardinal (1671-1675)
- Aloysius Bevilacqua (1675–1680)
- Pietro Draghi Bartoli (1690-1695)
- Gregorio Giuseppe Gaetani de Aragonia (1695-1710)
- Carlo Ambrogio Mezzabarba (it) (1719-1741)
- Filippo Carlo Spada (1742)
- Girolamo Crispi (it), archevêque de Ferrare (1742-1746)
- Giuseppe Antonio Davanzati, archevêque de Trani (1746-1755)
- Lodovico Agnello Anastasio, archevêque de Sorrente (1755-1758)
- François Mattei (1758-1794)
- Paolo Augusto Foscolo (it) (1847-1860), patriarche latin de Jérusalem de 1830 à 1847
- Paolo Angelo Ballerini (1867-1897)
- Domenico Marinangeli (it) (1898-1921)
- Paolo de Huyn (de) (1921-1946)
  - (vacant 1946-1950)
- Luca Ermenegildo Pasetto (1950-1954)
  - (vacant 1954-1964)

Poste supprimé en 1964

## Sources
- L. de Mas Latrie, « Les Patriarches latins d'Alexandrie », dans Charles-Jean-Melchior de Vogüé, Revue de l'Orient latin, vol. IV., Paris, Ernest Leroux, 1896 (réimpr. 1964), 662 p. (ISSN 2017-716X, lire en ligne), p. 1-12
- (en) « Catholic Hierarchy »
- (en) « Giga Catholic »
- (it) Giorgio Fedalto, La Chiesa latina in Oriente, Mazziana, Verona, II ed. 1981, e vol.